# گرواود
گرواود (به لهستانی:  Grywałd) یک روستا در لهستان است که در گمینا کروشچینکو ناد دونایتسم واقع شده‌است. گرواود ۱٬۶۷۰ نفر جمعیت دارد.